# Родейоль
Родейо́ль або Ро́де-Йоль або Редає́ль (рос. Родеёль, Роде-Ёль, Рэдаель) — річка в Республіці Комі, Росія, права притока річки Ілич, правої притоки річки Печора. Протікає територією Троїцько-Печорського району.
Річка починається на східних схилах хребта Ебельїз (Олс-Саринпал-Нер). Протікає на північний схід та північний захід